# Kleinniedesheim
Kleinniedesheim là một xã thuộc bang Rhein-Pfalz-Kreis, bang Rheinland-Pfalz, Đức. Xã này có diện tích 4 km², dân số thời điểm 31 tháng 12 năm 2006 là 904 người.

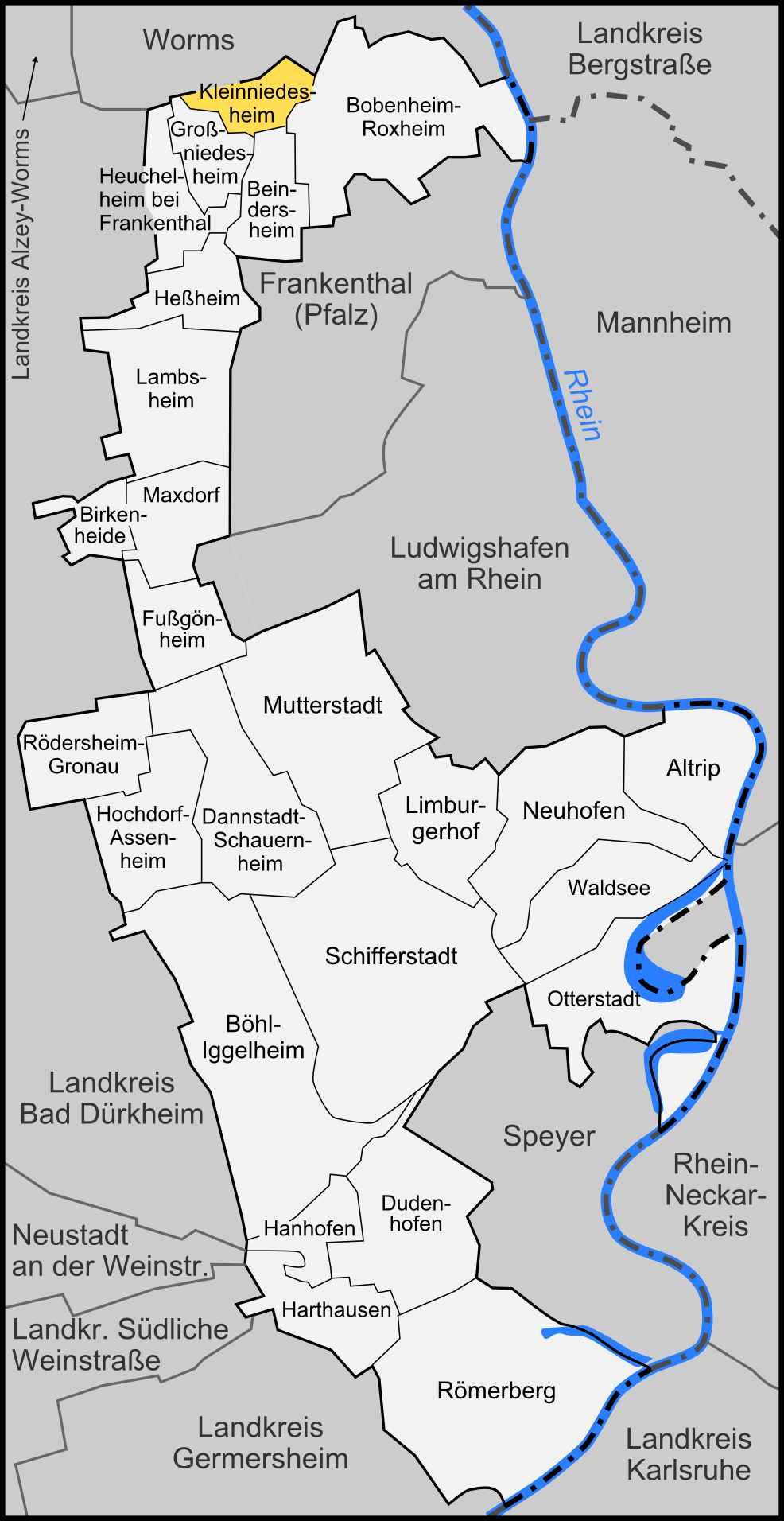